# Campeonato Carioca de Futebol Feminino de 2015
O Campeonato Carioca de Futebol Feminino de 2015 foi a 24ª edição da divisão principal do campeonato estadual de futebol feminino do Rio de Janeiro. A competição foi organizada pela Federação de Futebol do Estado do Rio de Janeiro (FERJ) e teve o Flamengo como campeão. O torneio seguiu o mesmo regulamento da edição de 2014 e deu ao campeão Flamengo e ao vice-campeão Barcelona-RJ uma vaga na Copa do Brasil de 2016.

## Regulamento
Na primeira fase, as sete equipes jogaram entre si em turno e returno, passando as duas melhores para a final, que foi disputada em jogo único e em campo neutro. As duas finalistas garantirão vaga na Copa do Brasil de 2016.

### Critérios de desempate
Estes serão os critérios de desempate aplicados:
1. Maior número de vitórias na fase
2. Melhor saldo de gols na fase
3. Maior número de gols pró na fase
4. Menor número de cartões amarelos e vermelhos, durante todo o campeonato, somados os cartões das atletas e comissão técnica (cada cartão vermelho equivalia a três cartões amarelos)
5. Sorteio na sede da Federação, em dia e horário a serem determinados

## Participantes
| Equipe          | Cidade             | Em 2014      | Estádio (mando)     | Capacidade | Títulos (último) |
| --------------- | ------------------ | ------------ | ------------------- | ---------- | ---------------- |
| Bangu           | Rio de Janeiro     | não disputou | João Francisco      | 1 000      | 0                |
| Barcelona-RJ    | Rio de Janeiro     | não disputou | João Francisco      | 1 000      | 0                |
| Búzios          | Armação dos Búzios | não disputou | Municipal de Búzios | 1 000      | 0                |
| Duque de Caxias | Duque de Caxias    | 2º           | Telê Santana        | 1 000      | 1 (2011)         |
| Flamengo        | Rio de Janeiro     | não disputou | CIAGA               | —          | 0                |
| Karanba         | São Gonçalo        | 4º           | Cordeiros           | —          | 0                |

- Arraial do Cabo e Portuguesa-RJ constavam como participantes da competição[2], mas desistiram antes do início do torneio. O Flamengo foi incluído na tabela.

## Primeira fase
| Pos | Equipe          | Pts | J  | V | E | D | GP | GC | SG  |
| --- | --------------- | --- | -- | - | - | - | -- | -- | --- |
| 1   | Flamengo        | 27  | 10 | 9 | 0 | 1 | 58 | 3  | +55 |
| 2   | Barcelona-RJ    | 25  | 10 | 8 | 1 | 1 | 21 | 6  | +15 |
| 3   | Karanba         | 17  | 10 | 5 | 2 | 3 | 20 | 15 | +5  |
| 4   | Duque de Caxias | 13  | 10 | 4 | 1 | 5 | 14 | 27 | -13 |
| 5   | Búzios          | 3   | 10 | 1 | 0 | 9 | 6  | 33 | -27 |
| 6   | Bangu           | 3   | 10 | 1 | 0 | 9 | 8  | 43 | -35 |

|                 | BAN  | BAR | BUZ | DCA       | FLA       | KAR |
| --------------- | ---- | --- | --- | --------- | --------- | --- |
| Bangu           | –    | 1–4 | 4–2 | 0–3[w.o.] | 0–3[w.o.] | 0–5 |
| Barcelona-RJ    | 1–0  | –   | 3–0 | 3–0       | 3–0[TJD]  | 1–1 |
| Búzios          | 3–2  | 0–1 | –   | 0–5       | 0–3[w.o.] | 1–2 |
| Duque de Caxias | 4–0  | 0–4 | 1–0 | –         | 0–8       | 1–1 |
| Flamengo        | 12–0 | 4–0 | 8–0 | 10–0      | –         | 6–0 |
| Karanba         | 6–1  | 0–1 | 4–0 | 1–0       | 0–4       | –   |

- TJD. ^ Conforme decisão do processo 734/2015 no TJD/RJ

## Final
| 20 de outubro | Flamengo | 3 – 0 | Barcelona-RJ | Moça Bonita |
| 16:00         |          |       |              |             |

## Premiação
| Campeonato Carioca de Futebol Feminino 2015 |
| Rio de Janeiro                              |
| ------------------------------------------- |
| FLAMENGO Campeão (1º título)                |